# باتريك إستس
باتريك إستس (بالإنجليزية: Patrick Estes)‏ هو لاعب كرة قدم أمريكية أمريكي، ولد في 4 فبراير 1983 في ريتشموند في الولايات المتحدة.

## وصلات خارجية
- باتريك إستس على موقع مرجع كرة القدم المحترفة.كوم (الإنجليزية)